# Vermont/Santa Mónica (Metro de Los Ángeles)
Vermont/Santa Mónica (a veces llamada Vermont/Santa Monica/L.A. City College) es una estación subterránea en la línea B del Metro de Los Ángeles y es administrada por la Autoridad de Transporte Metropolitano del Condado de Los Ángeles. La estación se encuentra localizada en la Avenida Vermont y Santa Monica Boulevard en East Hollywood, California.

## Conexiones de autobús
Servicios del Metro
- Metro Local: 4, 204
- Metro Rapid: 704, 754

Otros servicios locales
- LADOT DASH: Hollywood